# Alice van Saksen-Coburg en Gotha
Alice Maud Mary van het Verenigd Koninkrijk (Londen, 25 april 1843 – Darmstadt, 14 december 1878) was lid van de Britse koninklijke familie. Ze was het derde kind en de tweede dochter van koningin Victoria van het Verenigd Koninkrijk en de prins-gemaal Albert van Saksen-Coburg en Gotha. Ze was als echtgenote van Lodewijk IV van Hessen-Darmstadt groothertogin van Hessen en aan de Rijn. Ze was een lid van de Duitse familie Saksen-Coburg en Gotha.
Prinses Alice wordt in de geschiedenis vooral genoemd als draagster van de bloederziekte, hemofilie die zij erfde van haar moeder, koningin Victoria en doorgaf aan haar dochter tsarina Alexandra Fjodorovna. Ook was ze de overgrootmoeder van prins Philip, de echtgenoot van koningin Elizabeth II. De plaats Alice in Zuid-Afrika is naar haar genoemd.

## Jeugd

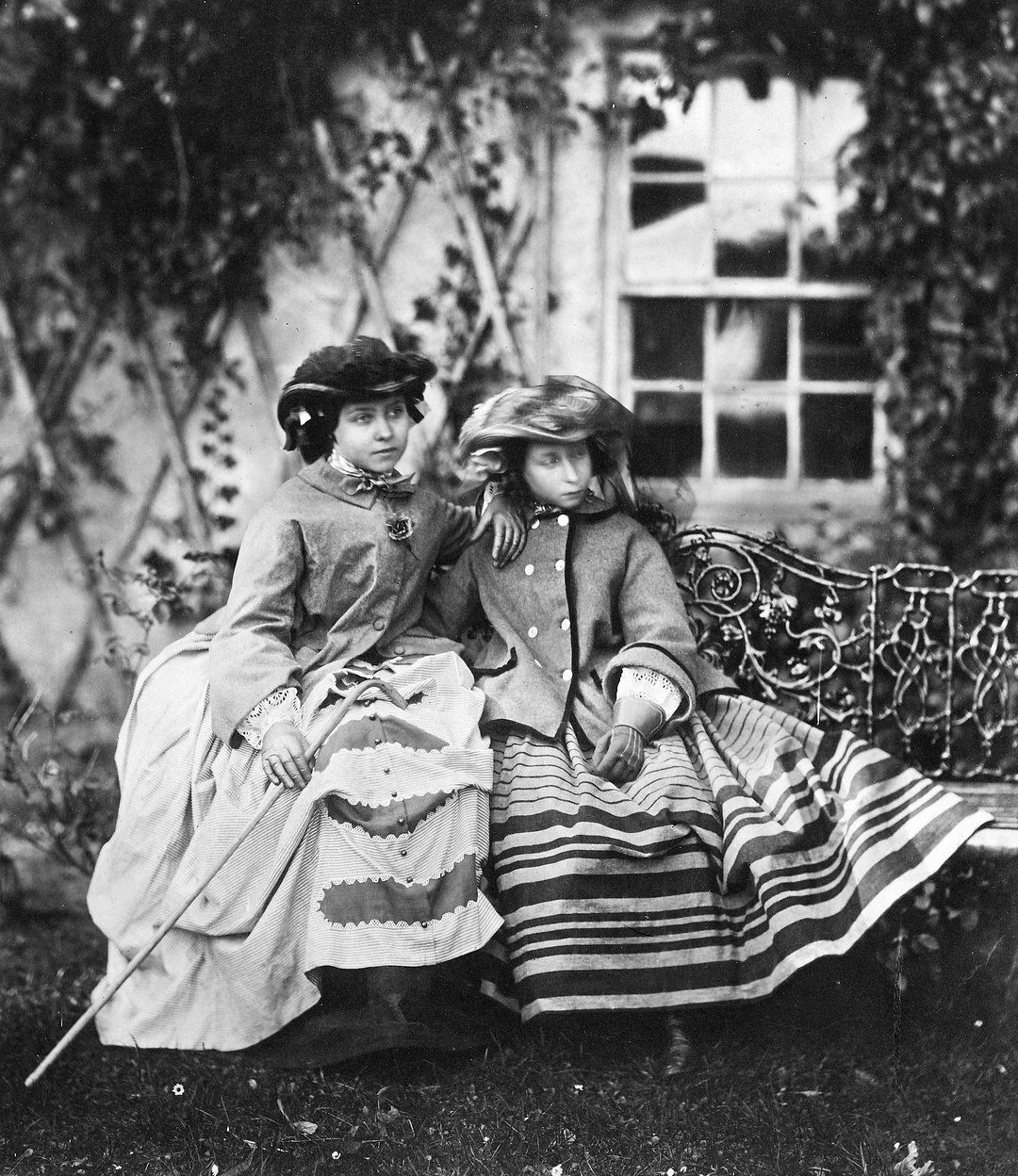
Prinses Alice (rechts) met haar oudere zus, prinses Victoria (links). De foto werd gemaakt te Osborne House op het eiland Wight.

Prinses Alice werd in de eerste ochtenduren van 25 april 1843 te Buckingham Palace geboren als de tweede dochter van koningin Victoria. Als dochter van de regerende vorstin kreeg Alice de titel "Hare Koninklijke Hoogheid Prinses Alice van het Verenigd Koninkrijk". Haar naam Alice had ze te danken aan eerste minister William Lamb, Lord Melbourne, de eerste Britse premier onder koningin Victoria. Hij had ooit tegen koningin Victoria gezegd dat Alice zijn favoriete vrouwennaam was. De naam Maud is de oudengelse vorm van Mathilde, en die kreeg ze van prinses Sophia Mathilde van Gloucester een dochter van prins Willem van Gloucester die weer een jongere broer was van koning George III. Sophia Mathilde stierf in 1844. De naam Mary werd gekozen omdat ze op dezelfde dag was geboren als prinses Maria van Hannover, een dochter van George III.
Ze werd op 2 juni 1843 gedoopt in de privé-kapel van Buckingham Palace door William Howley, Aartsbisschop van Canterbury. De doopgetuigen waren koning Ernst August I van Hannover, erfprins Ernst II van Saksen-Coburg en Gotha, prinses Sophia van Gloucester (een nicht van koning George III) en prinses Feodora zu Hohenlohe-Langenburg (een dochter van Hermann zu Hohenlohe-Langenburg).
Alice had niet veel contact met haar ouders en werd opgevoed door kinderjuffrouwen en privé-leraren. Ze had een goede relatie met haar broers en zussen. Ze kreeg les met haar oudere zus Victoria, met wie Alice ook vaak kattenkwaad uithaalde, en ze was in het bijzonder gehecht aan haar broer Albert Edward. Na prinses Victoria's huwelijk met keizer Frederik III van Pruisen was Alice de oudste, thuiswonende dochter en werd ze de steun en toeverlaat van haar moeder. Toen haar vader in december 1861 tyfus kreeg, verzorgde de 18-jarige Alice hem tijdens de laatste weken van zijn leven, zodat de koningin zich met staatszaken bezig kon houden. In de avond van 14 december 1861 stierf hij.

### Broers en zussen
Prinses Alice bouwde in haar jeugd een zeer goede band op met haar oudere broer, Albert Edward, en haar oudste zus, Victoria, de Princess Royal. Alice was zeer verdrietig toen Victoria in 1858 trouwde met de Pruisische kroonprins.

## Huwelijk en gezin

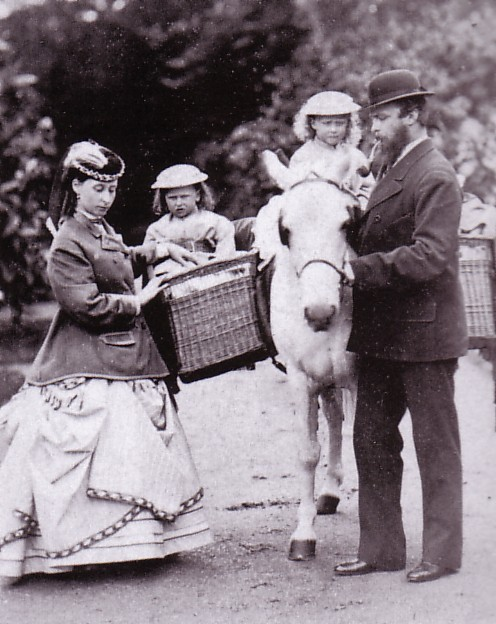
Prinses Alice met haar man en hun oudste twee kinderen (Victoria en Elizabeth)

De familie was nog in rouw toen Alice op 1 juli 1862 in Osborne House op het Isle of Wight met groothertog Lodewijk IV van Hessen-Darmstadt in het huwelijk trad. Bij het huwelijk kreeg Lodewijk van koningin Victoria het predicaat "Koninklijke Hoogheid" en werd hij benoemd tot ridder in de Orde van de Kousenband. Het predicaat was alleen in het Verenigd Koninkrijk geldig, in Duitsland droeg hij nog steeds het predicaat van "Groothertogelijke Hoogheid". Het paar ging in de Duitse stad Darmstadt wonen. Het was geen gelukkig huwelijk: Alice en Lodewijk hadden geen enkel raakvlak en voerden weinig gesprekken.
Tijdens de Oostenrijks-Pruisische Oorlog merkte prinses Alice op dat de zorgomstandigheden voor gewonde soldaten zeer slecht waren. Daarom richtte ze de Alice-Frauenverein (ook wel Vrouwen Unie genoemd) op. Deze organisatie leidde verpleegsters en hulpverleensters op. Op deze manier raakte de prinses bevriend met Florence Nightingale, een bekende Britse verpleegster. In Darmstadt richtte de prinses het Alice-Hospital op, dat - anno 2019 - nog steeds bestaat.
Op 13 juni 1877 volgde prins Lodewijk zijn oom op als groothertog van Hessen en aan de Rijn, waardoor prinses Alice de titel van groothertogin kreeg.

### Kinderen
Prinses Alice was een draagster van hemofilie, waaraan een van haar zoons overleed en waarvan meerdere dochters ook draagster werden. Ze kreeg in totaal zeven kinderen met Lodewijk:
- Prinses Victoria (5 april 1863 - 24 september 1950), getrouwd met Lodewijk Alexander van Battenberg, en via haar dochter Alice de grootmoeder van Philip Mountbatten (1921-2021), echtgenoot van koningin Elizabeth II van het Verenigd Koninkrijk (1926-2022).
- Prinses Elizabeth (na haar huwelijk Elisabeth Fjodorovna) (1 november 1864 - 18 juli 1918), getrouwd met grootvorst Sergej Aleksandrovitsj van Rusland.
- Prinses Irene (11 juli 1866 - 11 november 1953), getrouwd met prins Albert Willem Hendrik van Pruisen.
- Prins Ernst Lodewijk (25 november 1868 - 9 oktober 1937), getrouwd met prinses Victoria Melita van Saksen-Coburg en Gotha (in 1901 gescheiden) en met Eleonore van Solms-Hohensolms-Lich.
- Prins Frederik (7 oktober 1870 - 29 mei 1873), overleden na een val uit het raam.
- Prinses Alix (na haar huwelijk Alexandra Fjodorovna) (6 juni 1872 - 17 juli 1918), getrouwd met tsaar Nicolaas II van Rusland.
- Prinses Marie (24 mei 1874 - 16 november 1878), overleden aan difterie.

## Haar overlijden
In november 1878 kreeg Alice' oudste dochter, Victoria, difterie. Enkele dagen later bleken ook Alix en Marie ziek te zijn en binnen korte tijd had iedereen, behalve Elisabeth, de ziekte onder de leden. Prinses Alice besteedde al haar tijd aan het verzorgen van haar echtgenoot en kinderen. Op 16 november stierf prinses Marie. Om het herstel van de anderen niet te belemmeren met de schok van Marie's dood verzweeg Alice haar overlijden tot de andere kinderen naar hun zusje begonnen te vragen. De kinderen herstelden uiteindelijk, maar Alice was erg verzwakt door het verzorgen van haar gezinsleden en liep toen zelf difterie op. Op 14 december stierf prinses Alice op 35-jarige leeftijd. Ze werd begraven met de Engelse vlag op haar kist in het groothertogelijke mausoleum te Rosenhöhe bij Darmstadt.

## Titels
- Hare Koninklijke Hoogheid Prinses Alice van het Verenigd Koninkrijk
- Hare Koninklijke Hoogheid Prinses Lodewijk van Hessen en aan de Rijn
- Hare Koninklijke Hoogheid De Groothertogin van Hessen en aan de Rijn

## Kwartierstaat (voorouders)
| Frans van Saksen-Coburg-Saalfeld (1750-1806)    | Frans van Saksen-Coburg-Saalfeld (1750-1806)    | Frans van Saksen-Coburg-Saalfeld (1750-1806)    | Frans van Saksen-Coburg-Saalfeld (1750-1806)    | Frans van Saksen-Coburg-Saalfeld (1750-1806)    | Frans van Saksen-Coburg-Saalfeld (1750-1806)    | Augusta van Reuss-Ebersdorf en Lobenstein (1757-1831) | Augusta van Reuss-Ebersdorf en Lobenstein (1757-1831) | Augusta van Reuss-Ebersdorf en Lobenstein (1757-1831) | Augusta van Reuss-Ebersdorf en Lobenstein (1757-1831) | Augusta van Reuss-Ebersdorf en Lobenstein (1757-1831) | Augusta van Reuss-Ebersdorf en Lobenstein (1757-1831) |                                                    |                                                    | August van Saksen-Gotha-Altenburg (1772-1822) | August van Saksen-Gotha-Altenburg (1772-1822) | August van Saksen-Gotha-Altenburg (1772-1822) | August van Saksen-Gotha-Altenburg (1772-1822) | August van Saksen-Gotha-Altenburg (1772-1822) | August van Saksen-Gotha-Altenburg (1772-1822) | Louise Charlotte van Mecklenburg-Schwerin (1779-1801) | Louise Charlotte van Mecklenburg-Schwerin (1779-1801) | Louise Charlotte van Mecklenburg-Schwerin (1779-1801) | Louise Charlotte van Mecklenburg-Schwerin (1779-1801) | Louise Charlotte van Mecklenburg-Schwerin (1779-1801) | Louise Charlotte van Mecklenburg-Schwerin (1779-1801) |                                               |                                               | George III van het Verenigd Koninkrijk (1738-1820) | George III van het Verenigd Koninkrijk (1738-1820) | George III van het Verenigd Koninkrijk (1738-1820) | George III van het Verenigd Koninkrijk (1738-1820) | George III van het Verenigd Koninkrijk (1738-1820) | George III van het Verenigd Koninkrijk (1738-1820) | Charlotte van Mecklenburg-Strelitz (1744-1818) | Charlotte van Mecklenburg-Strelitz (1744-1818) | Charlotte van Mecklenburg-Strelitz (1744-1818) | Charlotte van Mecklenburg-Strelitz (1744-1818) | Charlotte van Mecklenburg-Strelitz (1744-1818)   | Charlotte van Mecklenburg-Strelitz (1744-1818)   |                                                  |                                                  | Frans van Saksen-Coburg-Saalfeld (1750-1806)     | Frans van Saksen-Coburg-Saalfeld (1750-1806)     | Frans van Saksen-Coburg-Saalfeld (1750-1806)     | Frans van Saksen-Coburg-Saalfeld (1750-1806)     | Frans van Saksen-Coburg-Saalfeld (1750-1806)     | Frans van Saksen-Coburg-Saalfeld (1750-1806)     | Augusta van Reuss-Ebersdorf en Lobenstein (1757-1831) | Augusta van Reuss-Ebersdorf en Lobenstein (1757-1831) | Augusta van Reuss-Ebersdorf en Lobenstein (1757-1831) | Augusta van Reuss-Ebersdorf en Lobenstein (1757-1831) | Augusta van Reuss-Ebersdorf en Lobenstein (1757-1831) | Augusta van Reuss-Ebersdorf en Lobenstein (1757-1831) |  |  |  |  |  |  |  |  |  |  |  |  |  |  |  |  |  |  |  |  |  |  |  |  |  |  |  |  |  |  |  |  |  |  |  |  |  |  |  |  |  |  |  |  |  |  |  |  |
| Frans van Saksen-Coburg-Saalfeld (1750-1806)    | Frans van Saksen-Coburg-Saalfeld (1750-1806)    | Frans van Saksen-Coburg-Saalfeld (1750-1806)    | Frans van Saksen-Coburg-Saalfeld (1750-1806)    | Frans van Saksen-Coburg-Saalfeld (1750-1806)    | Frans van Saksen-Coburg-Saalfeld (1750-1806)    | Augusta van Reuss-Ebersdorf en Lobenstein (1757-1831) | Augusta van Reuss-Ebersdorf en Lobenstein (1757-1831) | Augusta van Reuss-Ebersdorf en Lobenstein (1757-1831) | Augusta van Reuss-Ebersdorf en Lobenstein (1757-1831) | Augusta van Reuss-Ebersdorf en Lobenstein (1757-1831) | Augusta van Reuss-Ebersdorf en Lobenstein (1757-1831) |                                                    |                                                    | August van Saksen-Gotha-Altenburg (1772-1822) | August van Saksen-Gotha-Altenburg (1772-1822) | August van Saksen-Gotha-Altenburg (1772-1822) | August van Saksen-Gotha-Altenburg (1772-1822) | August van Saksen-Gotha-Altenburg (1772-1822) | August van Saksen-Gotha-Altenburg (1772-1822) | Louise Charlotte van Mecklenburg-Schwerin (1779-1801) | Louise Charlotte van Mecklenburg-Schwerin (1779-1801) | Louise Charlotte van Mecklenburg-Schwerin (1779-1801) | Louise Charlotte van Mecklenburg-Schwerin (1779-1801) | Louise Charlotte van Mecklenburg-Schwerin (1779-1801) | Louise Charlotte van Mecklenburg-Schwerin (1779-1801) |                                               |                                               | George III van het Verenigd Koninkrijk (1738-1820) | George III van het Verenigd Koninkrijk (1738-1820) | George III van het Verenigd Koninkrijk (1738-1820) | George III van het Verenigd Koninkrijk (1738-1820) | George III van het Verenigd Koninkrijk (1738-1820) | George III van het Verenigd Koninkrijk (1738-1820) | Charlotte van Mecklenburg-Strelitz (1744-1818) | Charlotte van Mecklenburg-Strelitz (1744-1818) | Charlotte van Mecklenburg-Strelitz (1744-1818) | Charlotte van Mecklenburg-Strelitz (1744-1818) | Charlotte van Mecklenburg-Strelitz (1744-1818)   | Charlotte van Mecklenburg-Strelitz (1744-1818)   |                                                  |                                                  | Frans van Saksen-Coburg-Saalfeld (1750-1806)     | Frans van Saksen-Coburg-Saalfeld (1750-1806)     | Frans van Saksen-Coburg-Saalfeld (1750-1806)     | Frans van Saksen-Coburg-Saalfeld (1750-1806)     | Frans van Saksen-Coburg-Saalfeld (1750-1806)     | Frans van Saksen-Coburg-Saalfeld (1750-1806)     | Augusta van Reuss-Ebersdorf en Lobenstein (1757-1831) | Augusta van Reuss-Ebersdorf en Lobenstein (1757-1831) | Augusta van Reuss-Ebersdorf en Lobenstein (1757-1831) | Augusta van Reuss-Ebersdorf en Lobenstein (1757-1831) | Augusta van Reuss-Ebersdorf en Lobenstein (1757-1831) | Augusta van Reuss-Ebersdorf en Lobenstein (1757-1831) |  |  |  |  |  |  |  |  |  |  |  |  |  |  |  |  |  |  |  |  |  |  |  |  |  |  |  |  |  |  |  |  |  |  |  |  |  |  |  |  |  |  |  |  |  |  |  |  |
|                                                 |                                                 |                                                 |                                                 |                                                 |                                                 |                                                       |                                                       |                                                       |                                                       |                                                       |                                                       |                                                    |                                                    |                                               |                                               |                                               |                                               |                                               |                                               |                                                       |                                                       |                                                       |                                                       |                                                       |                                                       |                                               |                                               |                                                    |                                                    |                                                    |                                                    |                                                    |                                                    |                                                |                                                |                                                |                                                |                                                  |                                                  |                                                  |                                                  |                                                  |                                                  |                                                  |                                                  |                                                  |                                                  |                                                       |                                                       |                                                       |                                                       |                                                       |                                                       |  |  |  |  |  |  |  |  |  |  |  |  |  |  |  |  |  |  |  |  |  |  |  |  |  |  |  |  |  |  |  |  |  |  |  |  |  |  |  |  |  |  |  |  |  |  |  |  |
|                                                 |                                                 |                                                 |                                                 | Ernst I van Saksen-Coburg en Gotha (1784-1844)  | Ernst I van Saksen-Coburg en Gotha (1784-1844)  | Ernst I van Saksen-Coburg en Gotha (1784-1844)        | Ernst I van Saksen-Coburg en Gotha (1784-1844)        | Ernst I van Saksen-Coburg en Gotha (1784-1844)        | Ernst I van Saksen-Coburg en Gotha (1784-1844)        |                                                       |                                                       |                                                    |                                                    |                                               |                                               | Louise van Saksen-Gotha-Altenburg (1800-1831) | Louise van Saksen-Gotha-Altenburg (1800-1831) | Louise van Saksen-Gotha-Altenburg (1800-1831) | Louise van Saksen-Gotha-Altenburg (1800-1831) | Louise van Saksen-Gotha-Altenburg (1800-1831)         | Louise van Saksen-Gotha-Altenburg (1800-1831)         |                                                       |                                                       |                                                       |                                                       |                                               |                                               |                                                    |                                                    |                                                    |                                                    | Eduard August van Kent (1767-1820)                 | Eduard August van Kent (1767-1820)                 | Eduard August van Kent (1767-1820)             | Eduard August van Kent (1767-1820)             | Eduard August van Kent (1767-1820)             | Eduard August van Kent (1767-1820)             |                                                  |                                                  |                                                  |                                                  |                                                  |                                                  | Victoire van Saksen-Coburg-Saalfeld ((1786-1861) | Victoire van Saksen-Coburg-Saalfeld ((1786-1861) | Victoire van Saksen-Coburg-Saalfeld ((1786-1861) | Victoire van Saksen-Coburg-Saalfeld ((1786-1861) | Victoire van Saksen-Coburg-Saalfeld ((1786-1861)      | Victoire van Saksen-Coburg-Saalfeld ((1786-1861)      |                                                       |                                                       |                                                       |                                                       |  |  |  |  |  |  |  |  |  |  |  |  |  |  |  |  |  |  |  |  |  |  |  |  |  |  |  |  |  |  |  |  |  |  |  |  |  |  |  |  |  |  |  |  |  |  |  |  |
|                                                 |                                                 |                                                 |                                                 | Ernst I van Saksen-Coburg en Gotha (1784-1844)  | Ernst I van Saksen-Coburg en Gotha (1784-1844)  | Ernst I van Saksen-Coburg en Gotha (1784-1844)        | Ernst I van Saksen-Coburg en Gotha (1784-1844)        | Ernst I van Saksen-Coburg en Gotha (1784-1844)        | Ernst I van Saksen-Coburg en Gotha (1784-1844)        |                                                       |                                                       |                                                    |                                                    |                                               |                                               | Louise van Saksen-Gotha-Altenburg (1800-1831) | Louise van Saksen-Gotha-Altenburg (1800-1831) | Louise van Saksen-Gotha-Altenburg (1800-1831) | Louise van Saksen-Gotha-Altenburg (1800-1831) | Louise van Saksen-Gotha-Altenburg (1800-1831)         | Louise van Saksen-Gotha-Altenburg (1800-1831)         |                                                       |                                                       |                                                       |                                                       |                                               |                                               |                                                    |                                                    |                                                    |                                                    | Eduard August van Kent (1767-1820)                 | Eduard August van Kent (1767-1820)                 | Eduard August van Kent (1767-1820)             | Eduard August van Kent (1767-1820)             | Eduard August van Kent (1767-1820)             | Eduard August van Kent (1767-1820)             |                                                  |                                                  |                                                  |                                                  |                                                  |                                                  | Victoire van Saksen-Coburg-Saalfeld ((1786-1861) | Victoire van Saksen-Coburg-Saalfeld ((1786-1861) | Victoire van Saksen-Coburg-Saalfeld ((1786-1861) | Victoire van Saksen-Coburg-Saalfeld ((1786-1861) | Victoire van Saksen-Coburg-Saalfeld ((1786-1861)      | Victoire van Saksen-Coburg-Saalfeld ((1786-1861)      |                                                       |                                                       |                                                       |                                                       |  |  |  |  |  |  |  |  |  |  |  |  |  |  |  |  |  |  |  |  |  |  |  |  |  |  |  |  |  |  |  |  |  |  |  |  |  |  |  |  |  |  |  |  |  |  |  |  |
|                                                 |                                                 |                                                 |                                                 |                                                 |                                                 |                                                       |                                                       |                                                       |                                                       | Albert van Saksen-Coburg en Gotha (1819-1861)         | Albert van Saksen-Coburg en Gotha (1819-1861)         | Albert van Saksen-Coburg en Gotha (1819-1861)      | Albert van Saksen-Coburg en Gotha (1819-1861)      | Albert van Saksen-Coburg en Gotha (1819-1861) | Albert van Saksen-Coburg en Gotha (1819-1861) |                                               |                                               |                                               |                                               |                                                       |                                                       |                                                       |                                                       |                                                       |                                                       |                                               |                                               |                                                    |                                                    |                                                    |                                                    |                                                    |                                                    |                                                |                                                |                                                |                                                | Victoria van het Verenigd Koninkrijk (1819-1901) | Victoria van het Verenigd Koninkrijk (1819-1901) | Victoria van het Verenigd Koninkrijk (1819-1901) | Victoria van het Verenigd Koninkrijk (1819-1901) | Victoria van het Verenigd Koninkrijk (1819-1901) | Victoria van het Verenigd Koninkrijk (1819-1901) |                                                  |                                                  |                                                  |                                                  |                                                       |                                                       |                                                       |                                                       |                                                       |                                                       |  |  |  |  |  |  |  |  |  |  |  |  |  |  |  |  |  |  |  |  |  |  |  |  |  |  |  |  |  |  |  |  |  |  |  |  |  |  |  |  |  |  |  |  |  |  |  |  |
|                                                 |                                                 |                                                 |                                                 |                                                 |                                                 |                                                       |                                                       |                                                       |                                                       | Albert van Saksen-Coburg en Gotha (1819-1861)         | Albert van Saksen-Coburg en Gotha (1819-1861)         | Albert van Saksen-Coburg en Gotha (1819-1861)      | Albert van Saksen-Coburg en Gotha (1819-1861)      | Albert van Saksen-Coburg en Gotha (1819-1861) | Albert van Saksen-Coburg en Gotha (1819-1861) |                                               |                                               |                                               |                                               |                                                       |                                                       |                                                       |                                                       |                                                       |                                                       |                                               |                                               |                                                    |                                                    |                                                    |                                                    |                                                    |                                                    |                                                |                                                |                                                |                                                | Victoria van het Verenigd Koninkrijk (1819-1901) | Victoria van het Verenigd Koninkrijk (1819-1901) | Victoria van het Verenigd Koninkrijk (1819-1901) | Victoria van het Verenigd Koninkrijk (1819-1901) | Victoria van het Verenigd Koninkrijk (1819-1901) | Victoria van het Verenigd Koninkrijk (1819-1901) |                                                  |                                                  |                                                  |                                                  |                                                       |                                                       |                                                       |                                                       |                                                       |                                                       |  |  |  |  |  |  |  |  |  |  |  |  |  |  |  |  |  |  |  |  |  |  |  |  |  |  |  |  |  |  |  |  |  |  |  |  |  |  |  |  |  |  |  |  |  |  |  |  |
|                                                 |                                                 |                                                 |                                                 |                                                 |                                                 |                                                       |                                                       |                                                       |                                                       |                                                       |                                                       |                                                    |                                                    |                                               |                                               |                                               |                                               |                                               |                                               |                                                       |                                                       |                                                       |                                                       |                                                       |                                                       |                                               |                                               |                                                    |                                                    |                                                    |                                                    |                                                    |                                                    |                                                |                                                |                                                |                                                |                                                  |                                                  |                                                  |                                                  |                                                  |                                                  |                                                  |                                                  |                                                  |                                                  |                                                       |                                                       |                                                       |                                                       |                                                       |                                                       |  |  |  |  |  |  |  |  |  |  |  |  |  |  |  |  |  |  |  |  |  |  |  |  |  |  |  |  |  |  |  |  |  |  |  |  |  |  |  |  |  |  |  |  |  |  |  |  |
|                                                 |                                                 |                                                 |                                                 |                                                 |                                                 |                                                       |                                                       |                                                       |                                                       |                                                       |                                                       |                                                    |                                                    |                                               |                                               |                                               |                                               |                                               |                                               |                                                       |                                                       |                                                       |                                                       |                                                       |                                                       |                                               |                                               |                                                    |                                                    |                                                    |                                                    |                                                    |                                                    |                                                |                                                |                                                |                                                |                                                  |                                                  |                                                  |                                                  |                                                  |                                                  |                                                  |                                                  |                                                  |                                                  |                                                       |                                                       |                                                       |                                                       |                                                       |                                                       |  |  |  |  |  |  |  |  |  |  |  |  |  |  |  |  |  |  |  |  |  |  |  |  |  |  |  |  |  |  |  |  |  |  |  |  |  |  |  |  |  |  |  |  |  |  |  |  |
| Victoria van Saksen-Coburg en Gotha (1840-1901) | Victoria van Saksen-Coburg en Gotha (1840-1901) | Victoria van Saksen-Coburg en Gotha (1840-1901) | Victoria van Saksen-Coburg en Gotha (1840-1901) | Victoria van Saksen-Coburg en Gotha (1840-1901) | Victoria van Saksen-Coburg en Gotha (1840-1901) |                                                       |                                                       | Edward VII van het Verenigd Koninkrijk (1841-1910)    | Edward VII van het Verenigd Koninkrijk (1841-1910)    | Edward VII van het Verenigd Koninkrijk (1841-1910)    | Edward VII van het Verenigd Koninkrijk (1841-1910)    | Edward VII van het Verenigd Koninkrijk (1841-1910) | Edward VII van het Verenigd Koninkrijk (1841-1910) |                                               |                                               | Alice van Saksen-Coburg en Gotha (1843-1878)  | Alice van Saksen-Coburg en Gotha (1843-1878)  | Alice van Saksen-Coburg en Gotha (1843-1878)  | Alice van Saksen-Coburg en Gotha (1843-1878)  | Alice van Saksen-Coburg en Gotha (1843-1878)          | Alice van Saksen-Coburg en Gotha (1843-1878)          |                                                       |                                                       | Alfred van Saksen-Coburg en Gotha (1844-1900)         | Alfred van Saksen-Coburg en Gotha (1844-1900)         | Alfred van Saksen-Coburg en Gotha (1844-1900) | Alfred van Saksen-Coburg en Gotha (1844-1900) | Alfred van Saksen-Coburg en Gotha (1844-1900)      | Alfred van Saksen-Coburg en Gotha (1844-1900)      |                                                    |                                                    | Arthur van Connaught en Strathearn (1850-1942)     | Arthur van Connaught en Strathearn (1850-1942)     | Arthur van Connaught en Strathearn (1850-1942) | Arthur van Connaught en Strathearn (1850-1942) | Arthur van Connaught en Strathearn (1850-1942) | Arthur van Connaught en Strathearn (1850-1942) |                                                  |                                                  | Beatrice van Saksen-Coburg en Gotha (1857-1944)  | Beatrice van Saksen-Coburg en Gotha (1857-1944)  | Beatrice van Saksen-Coburg en Gotha (1857-1944)  | Beatrice van Saksen-Coburg en Gotha (1857-1944)  | Beatrice van Saksen-Coburg en Gotha (1857-1944)  | Beatrice van Saksen-Coburg en Gotha (1857-1944)  |                                                  |                                                  | ... + 2 zusters en 1 broer                            | ... + 2 zusters en 1 broer                            | ... + 2 zusters en 1 broer                            | ... + 2 zusters en 1 broer                            | ... + 2 zusters en 1 broer                            | ... + 2 zusters en 1 broer                            |  |  |  |  |  |  |  |  |  |  |  |  |  |  |  |  |  |  |  |  |  |  |  |  |  |  |  |  |  |  |  |  |  |  |  |  |  |  |  |  |  |  |  |  |  |  |  |  |